# 加澤棘八角魚
加澤棘八角魚為輻鰭魚綱鮋形目杜父魚亞目八角魚科的其中一種，為溫帶海水魚，分布於西北太平洋日本北海道至鄂霍次克海南部海域，棲息深度12-140公尺，體長可達21公分，棲息在底層水域，生活習性不明。

## 扩展阅读
維基物種上的相關：加澤棘八角魚